# شهرستان رینگ‌گلد (آیووا)
شهرستان رینگ‌گلد، آیووا (به انگلیسی: Ringgold County, Iowa) شهرستانی در ایالات متحده آمریکا است که در آیووا واقع شده‌است.

## خصوصیات
شهرستان رینگ‌گلد ۱٬۳۹۶٫۰۱ کیلومترمربع مساحت دارد.